# Holochelus
Holochelus är ett släkte av skalbaggar. Holochelus ingår i familjen Melolonthidae.

## Dottertaxa tillHolochelus, i alfabetisk ordning[1]
- Holochelus aequinoctialis
- Holochelus angustifrons
- Holochelus armeniacus
- Holochelus aschhabadensis
- Holochelus brenskei
- Holochelus brussensis
- Holochelus costulatus
- Holochelus erivanicus
- Holochelus escherichi
- Holochelus fallaciosus
- Holochelus fallax
- Holochelus fraxinicola
- Holochelus fusculus
- Holochelus gigas
- Holochelus gracilis
- Holochelus gradojevici
- Holochelus kerimi
- Holochelus kurdistanus
- Holochelus lazlonadaii
- Holochelus lineolatus
- Holochelus majusculus
- Holochelus mimicus
- Holochelus nadaii
- Holochelus nocturnus
- Holochelus nonveilleri
- Holochelus obenbergeri
- Holochelus ovchinnikovi
- Holochelus pakistanus
- Holochelus parvus
- Holochelus phrygicus
- Holochelus pilicollis
- Holochelus pseudonadaii
- Holochelus puchneri
- Holochelus rapuzzii
- Holochelus reichenbachi
- Holochelus rusticus
- Holochelus serrifunis
- Holochelus setiventris
- Holochelus subseriatus
- Holochelus syriacus
- Holochelus tataricus
- Holochelus tauricus
- Holochelus uvarovi
- Holochelus vernus
- Holochelus vulpinus
- Holochelus zimmermanni